# Assedio di Laodicea
L'assedio di Laodicea contrappose bizantini e turchi selgiuchidi nella primavera 1119 in Asia Minore, a Laodicea al Lico, nella valle del Meandro. Lo scontro ebbe come esito la vittoria dei bizantini.

## Antefatti
Quando nel 1118 Giovanni II Comneno divenne imperatore bizantino, egli voleva riconquistare tutti i territori che i musulmani avevano strappato all'impero bizantino, per riportare così l'impero all'antica gloria. Per prima cosa avrebbe attaccato l'Attalia, per riportarla sotto il dominio dell'impero, visto che a quel tempo si trovava sotto il dominio dei turchi selgiuchidi. Il suo compito gli fu facilitato, visto che gli stati europei, in quel periodo, non rappresentavano una minaccia reale in quanto sovente in lotta tra loro. Grazie a questa contingenza, l'imperatore poté concentrare le forze dell'impero bizantino per lanciarle alla riconquista dell'Asia Minore: nella penisola aveva sotto controllo le coste settentrionali, occidentali, meridionali fino al fiume Meandro, ma l'Attalia era raggiungibile solo via di mare.
L'imperatore sbarcò in Asia Minore alla testa di un grande esercito, ed affiancato dall'amico e gran domestico, Giovanni Axuch. L'esercito bizantino attaccò senza esitazione i turchi selgiuchidi, respingendo la loro invasione nel territorio bizantino, riportando così il confine sul fiume Meandro.

## L'assedio
Giovanni II decise di dare una lezione ai turchi, visto che erano contravvenuti ai patti presi col padre, Alessio I Comneno, quindi superò il Meandro e invase i loro territori, una delle prime città che dovette assediare, ed anche una più importanti della valle del Meandro, Laodicea al Lico. Giovanni II qui decise di affidare l'assedio al gran domestico Axuch, anche se egli non aveva mai avuto esperienze militari. Axuch riuscì ad espugnare la città di Laodicea, conducendo un eccellente assedio, dimostrando ottime qualità da stratega.

## Conseguenze
Dopo la conquista di Laodicea, l'emiro locale, Abuchara, che aveva difeso la città dai bizantini, fu mandato via dalla città e l'imperatore fece costruire delle mura a Laodicea, in modo da renderla meno facilmente conquistabile per i turchi. Grazie alla conquista di Laodicea, l'esercito bizantino avanzerà velocemente, conquistando tutta l'Attalia, riannettendola all'impero. A fine autunno, l'imperatore assieme ad Axuch, ritornò trionfante a Costantinopoli.